# Пісенька про шість пенсів

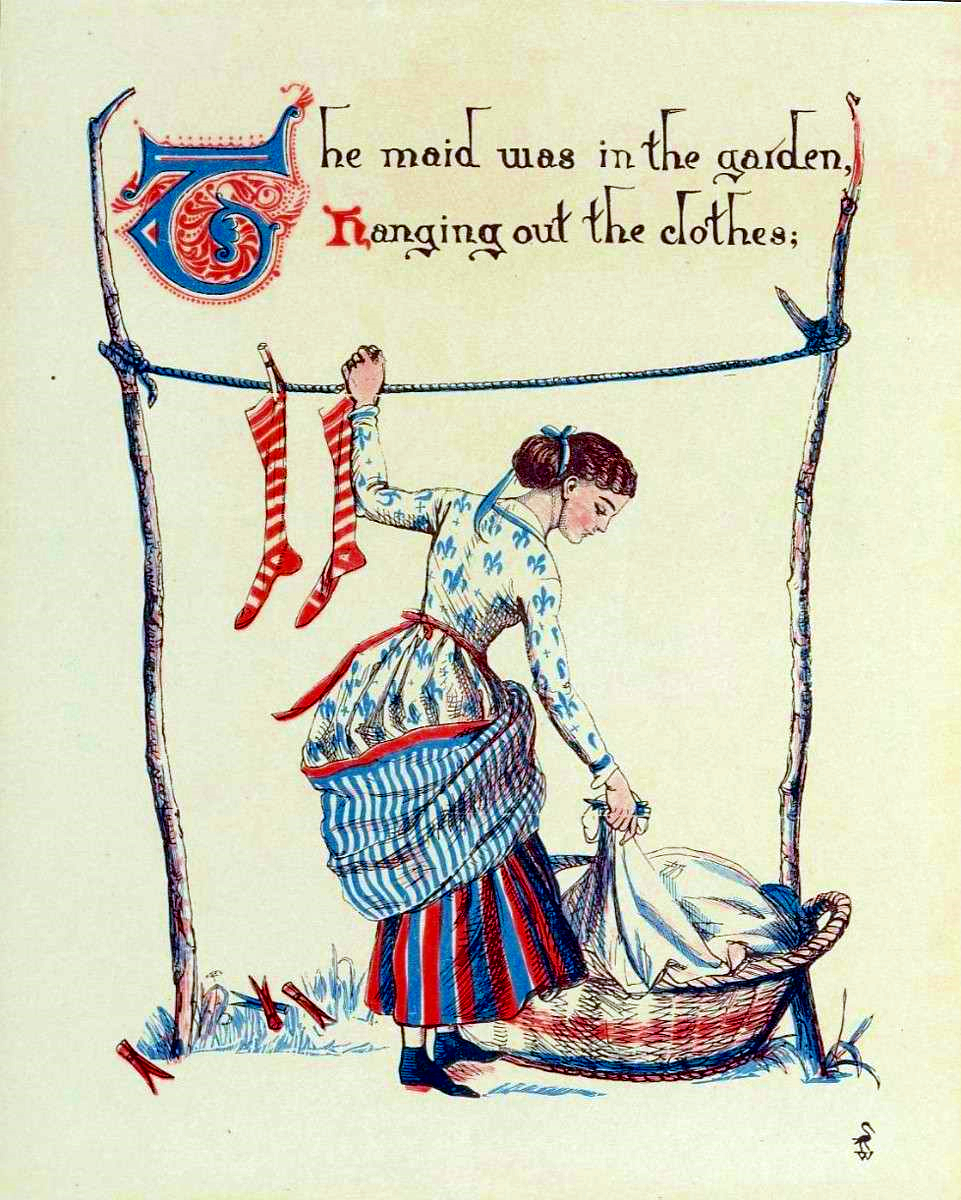
Ілюстрація Волтера Крейна «The maid… hanging out the clothes» («Покоївка випране вішала…»)

Пісенька про шість пенсів (англ. Sing a Song of Sixpence) — англійський дитячий вірш, створений не пізніше XVIII століття.

## Оригінальний текст
Sing a song of sixpence,

a pocket full of rye.

Four and twenty blackbirds,

baked in a pie.

When the pie was opened,

the birds began to sing.

Now, wasn't that a dainty dish: to set before the king?

The king was in his counting house,

counting out his money.

The queen was in the parlour,

eating bread and honey.

The maid was in the garden,

hanging out the clothes,

When down came a blackbird: and pecked off her nose!

## Переклади
Співаймо про шість пенсів,

Що я для вас беріг;

Двадцять чотири зяблики

Ми запекли в пиріг.

 

Як стали його їсти,

Почувсь пташиний спів;

Таких делікатесів 

І сам король не їв.

 

Король був у скарбниці,

Він рахував там гроші,

А королева в спальні 

Купалась у розкоші.

 

Служниця ж у той час 

В саду гуляла боса,

Як зяблик прилетів

І їй склював півноса.
переклад Віктора Марача.
Співаймо про шість пенсів,

кишеню повну зерна.

Двадцять чотири дрозди,

запекли в пирога.

Коли пиріг розтяли,

Птахи почали трель.

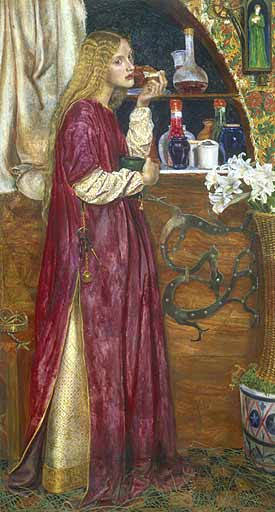
«The Queen was in the Parlour, Eating Bread and Honey» («Королева у вітальні їла з медом хліб»), ілюстрація Валентайна Камерон Прінсепа

Хіба ж не делікатесів: королю дали тарель?

Король був у конторі,

грошам робив він лік.

Королева у вітальні: їла з медом хліб.

Покоївка випране: вішала в саду,

Аж дрізд тут прилетів,

склював їй носа на біду!
переклад —  Володимир Ф, 15 жовтня 2007

## Популярні запозичення
Рядок «The maid was in the garden» використав Джеймс Джойс в романі «Улісс», в розділі «Каліпсо».
Агата Крісті 1953 року в серії детективів про Міс Марпл написала детектив «Кишеня, повна жита» (англ. A Pocket Full of Rye) — в назві використано другий рядок пісеньки.
Крім того, та сама авторка в іншому детективі використала фразу «Four and twenty blackbirds» (тобто третій рядок пісеньки) як назву оповідання і як фразу, сказану Еркюлем Пуаро: це був дещо жартівливий замінник фрази «двадцять чотири ягоди ожини», бо англійське слово «blackberry», яке означає «ожина», схоже на слово «blackbird», яке означає «чорний дрізд». (Це оповідання належить до збірки «Пригоди різдвяного пудингу».)